# Bigl
Bigl (eng. Beagle) pasmina je domaćih pasa, koja potječe iz Velike Britanije i najstariji je pas gonič. Njegovi počeci sežu u doba stare Grčke (430. pr. Kr.). U Englesku su ga donijeli Normani iz Skandinavije - njihove pse zvane "norterhunds" križali su s hrtovima od kojih su vjerojatno naslijedili brzinu i izdržljivost.
Bigl je nastao oko 14. stoljeća. Najvjerojatnije je potomak staroengleskih goniča i eja. Od 1300. godine postoje mali goniči koji prate lovce pješice, uglavnom u lovu na zečeve, no sam naziv „bigl” pojavljuje se tek 1475. godine.
Ime “bigl” potječe od staroengleske riječi "begle" ili od keltske riječi "beag" ili od francuske riječi "beigh" i sva tri pojma znače „mali”. Bio je cijenjen kao lovački pas i u kraljevskoj obitelji. Organizirani uzgoj ove pasmine počeo je krajem 19. stoljeća, a klub u kojem su se uzgajale ove životinje osnovan je 1890. godine. Nekoliko godina kasnije ova pasmina stigla je u SAD. Dobro podnosi vrućinu i hladnoću i dobro se slaže s drugim pasminama pasa.
Biglovi se pojavljuju u popularnoj kulturi još od vremena elizabetanske književnosti i slika, a odnedavno i u filmovima, televiziji i stripovima. Snoopy Charlieja Browna je "najpoznatiji bigl na svijetu".
Njegova glava ima mirno ispupčen dio mozga i duge spuštene uši. Njuška je ružičasta pri rođenju, ali s godinama tamni. Gornja čeljust bigla je izražajna. Oči su proporcionalno velike i tamno smeđe ili boje oraha. Uši su niske i nasađene, dugo presavijene prema naprijed, a prednji dio je pripijen uz lice. Uho treba biti toliko dugačko da dopire do njuške. Baza uha, vanjski kut oka i gornji dio njuške trebaju biti u jednoj liniji.
Tijelo je prekriveno kratkom dlakom. Prsa su rebrima gurnute naprijed. Stražnje noge su snažne i dobro prilagođene skakanju, a šape imaju otporne jastučiće i donekle su strme, ali kompaktne.
Dlaka je kratka, oštra i pripijena s gustom potdlakom. Dlaka osigurava dobru otpornost na vremenske uvjete. Za pse goniče dopuštena je bilo koja boja, a najčešće je trobojna u kombinaciji bijele, crne i smeđe boje. Trobojni bigl rađa se kao crno-bijel, a dijelovi na glavi i nogama postupno posmeđuju. Vrh repa uvijek treba biti bijel. Narav mu je prijateljska kako prema ljudima, tako i prema drugim psima bez agresivnosti i plašljivosti.

## Galerija
- Bigl je lovački pas.
- Dva bigla u igri.
- Bigl koji je ispazio jezik.
- Štene bigla.